# Nazionale femminile di hockey su ghiaccio della Slovenia
La nazionale di hockey su ghiaccio femminile della Slovenia è controllata dalla Federazione di hockey su ghiaccio della Slovenia, la federazione slovena di hockey su ghiaccio, ed è la selezione che rappresenta la Slovenia nelle competizioni internazionali femminili di questo sport.